# Quintus Tineius Sacerdos (Konsul 219)

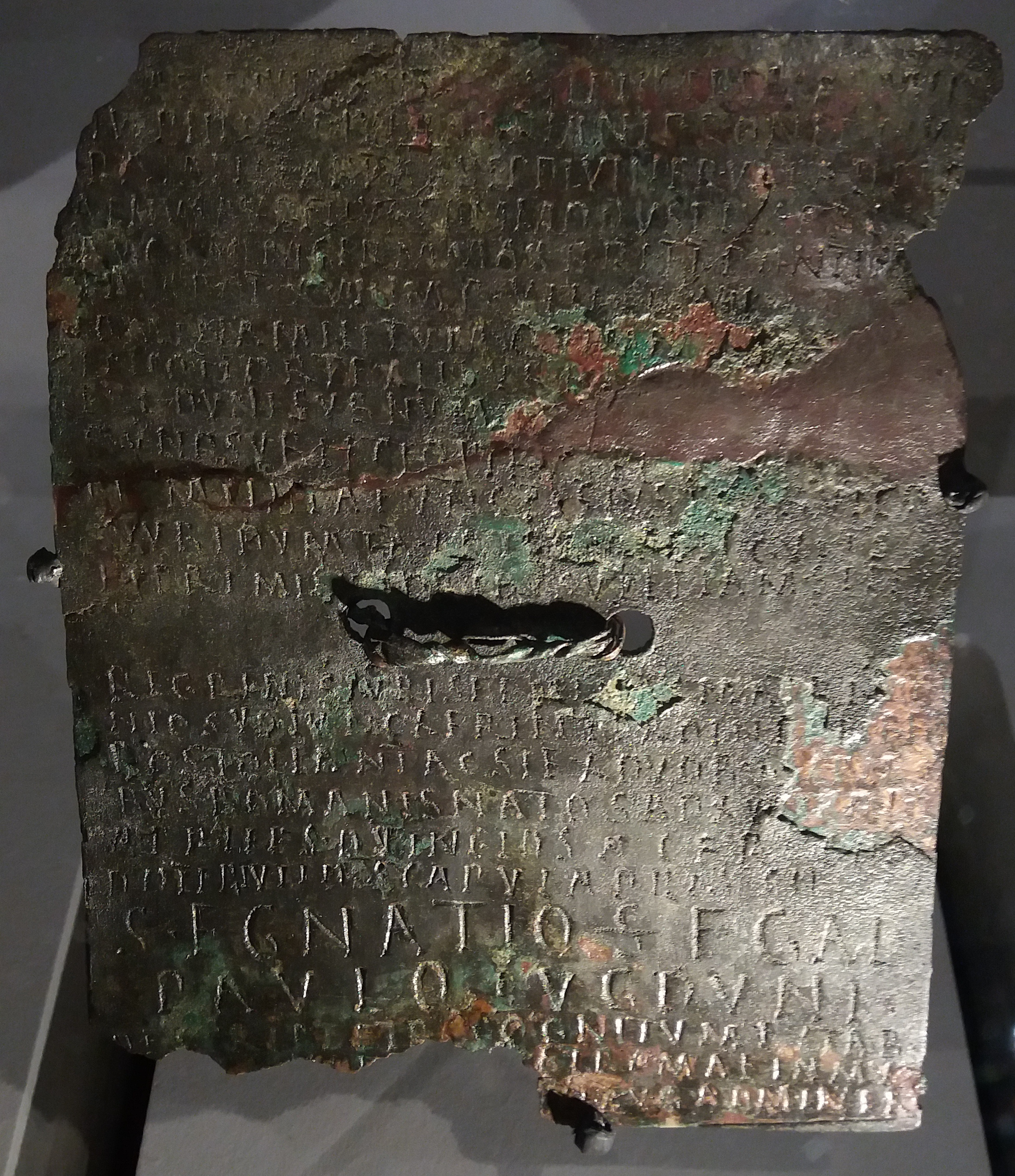
Das Militärdiplom vom 16. März 193 n. Chr.

Quintus Tineius Sacerdos war ein römischer Politiker und Senator.
Sacerdos entstammte einer hochadeligen Familie, die wahrscheinlich aus Volaterrae, eine Stadt in Etrurien, stammt. Er war ein Sohn des Quintus Tineius Sacerdos, Konsul im Jahr 158 und der Volussia Ladice. Seine Brüder waren Quintus Tineius Rufus und Quintus Tineius Clemens, Konsuln 182 bzw. 195.
Durch ein Militärdiplom, das auf den 16. März 193 datiert ist, ist belegt, dass Sacerdos im Jahr 193 zusammen mit Publius Iulius Scapula Priscus Suffektkonsul war. Im Amtsjahr 198/199 wurde er Statthalter (Prokonsul) der Provinz Bithynia et Pontus, später, noch unter Septimius Severus, Prokonsul der Provinz Asia (209/210 oder 210/211). Schließlich wurde Sacerdos im Jahr 219 zusammen mit Kaiser Elagabal zum zweiten Mal Konsul. Saceros gehörte im Jahr 170 dem Priesterkollegium der Salii Palatini an.